# الصريح (القبيطة)

تعديل مصدري - تعديل

الصريح هي إحدى قرى عزلة كرش بمديرية القبيطة التابعة لمحافظة لحج، بلغ تعداد سكانها 79 نسمة حسب تعداد اليمن لعام 2004.